# پولایی
پولایی (به لاتین: Pulaie) یک منطقهٔ مسکونی در برونئی است که در براکاس ای (برونئی-موارا) واقع شده‌است.